# Féternes
 Féternes  es una comuna y población de Francia, en la región de Ródano-Alpes, departamento de Alta Saboya, en el distrito de Thonon-les-Bains y cantón de Évian-les-Bains.
Su población en el censo de 1999 era de 1.151 habitantes.
Está integrada en la Communauté de communes du Pays d'Évian.

## Demografía
| 832 | 861 | 842 | 825 | 1064 | 1151 |
| Para los censos de 1962 a 1999 la población legal corresponde a la población sin duplicidades (Fuente: INSEE [Consultar]) |     |     |     |      |      |

## Personas destacadas
- Victor Martin (1912-1989) Sociólogo y resistente belga. En 1943 fue de incógnito al campo de Auschwitz para dar cuenta directa de sus verdaderas actividades. Se jubiló en Féternes tras años en la Organización Internacional del Trabajo en Ginebra.